# Otagoscharbe
Die Otagoscharbe (Leucocarbo chalconotus, Syn.: Phalacrocorax chalconotus) ist eine Vogelart aus der Gattung Leucocarbo innerhalb der  Familie der Kormorane. Die Art besiedelt ein kleines Gebiet an der Küste der neuseeländischen Südinsel. Sie brütet in Kolonien und ernährt sich vorwiegend von Fischen. Die IUCN führt die Art wegen des kleinen und rückläufigen Gesamtbestandes als gefährdet ("vulnerable"). Der Bestand wird auf 5.000 bis 8.000 geschlechtsreife Individuen geschätzt. Der Artstatus ist wie bei vielen Kormoranen umstritten.

## Aussehen
Otagoscharben erreichen eine Kopf-Rumpf-Länge von 65 bis 71 Zentimetern und ein Gewicht zwischen 1797 und 3875 Gramm. Die Art zeigt einen Geschlechtsdimorphismus, die Männchen sind etwas größer und schwerer als die Weibchen. Sie ähnelt stark der etwas größeren Warzenscharbe, tritt aber in zwei Farbmorphen auf. Das Gefieder der häufigeren Morphe ist dunkelbraun, mit orangefarbener Schnabelbasis und ebenso gefärbter Kehlhaut. Die helle Morphe zeigt etwas mehr Weiß auf Flügeln und Brust als die Warzenscharbe sowie eine rote Schnabelbasis und Kehlhaut. Der graue Schnabel der Otagoscharbe ist etwas kürzer und schmaler als der der Warzenscharbe. Die Iris hat eine dunkelblaue Farbe. Beine und Füße sind bei beiden Morphen fleischfarben. Beide Morphen können in einer Brutkolonie vorkommen. Jungvögel ähneln bereits stark den adulten Vögeln, haben jedoch braune statt schwarze Federn.
An Land können sich Otagoscharben sehr gut fortbewegen, typisch ist für sie beim Laufen eine sehr aufrechte Körperhaltung und ein sehr starkes Anheben der Füße. Der Flug erinnert an Flughunde, auf längeren Flügen wird der Kopf unterhalb der Körperachse getragen. In den Brutkolonien sind von den Männchen bellende Laute zu vernehmen, die Weibchen dagegen geben selten Lautäußerungen von sich.
Innerhalb des Verbreitungsgebietes gibt es mehrere Kormoranarten, mit der die Otagoscharbe verwechselt werden kann. Die helle Farbmorphe weist Ähnlichkeit mit der Elsterscharbe auf, die dunkle Morphe kann mit dem Gemeinen Kormoran verwechselt werden. Beide Arten haben jedoch schwarze Füße und Beine und im Verhältnis zur Körpergröße längere Flügel. Sie weichen auch in ihrem Verhalten von dem der Otagoscharbe ab. Anders als diese breiten sie nach den Tauchgängen ihre Flügel aus, um diese zu trocknen. Die ähnlich aussehende Warzenscharbe kommt lediglich an der nördlichen Spitze der neuseeländischen Südinsel und fehlt entsprechend im Verbreitungsgebiet der Otagoscharbe. Gleiches gilt für die Chathamscharbe, die nur in der Region der Chatham-Inseln vorkommt.

## Verbreitung und Lebensraum

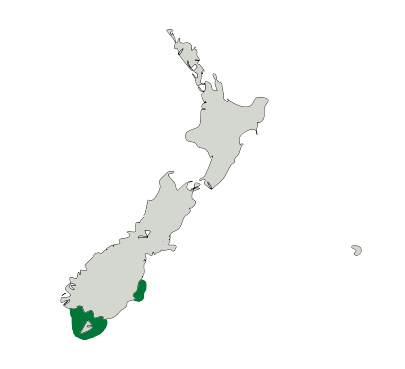
Brutgebiet der Otagoscharbe

Otagoscharben leben in der Region von Otago. Dort besiedeln sie vor allem flache Küstengewässer und entfernen sich nur selten mehr als einige Kilometer von der Küste.
Die Otagoscharbe ist ein Standvogel und auch Jungvögel zeigen keine Tendenz zur Dismigration.

## Nahrung
Etwa 70 % der Nahrung besteht aus kleinen Fischen, vor allem Barschen und Schollen. Ein geringerer Anteil der Nahrung besteht aus Krebsen und anderen Wirbellosen. Wie alle Kormorane jagt die Art ihre Beute bevorzugt tauchend, indem sie sie unter Wasser schwimmend verfolgt und fängt. Bei den Tauchgängen erreichen sie eine Gewässertiefe von bis zu 30 Metern, während der Nahrungssuche halten sie sich bis zu 15 Kilometer von der Küstenlinie entfernt. Phasen der Nahrungssuche dauern in flacherem Wasser etwa zwei Stunden, dazwischen ruhen sie etwa zwei Stunden. Sie sind während der Nahrungssuche einzelgängerisch und suchen nur während des Tages nach Nahrung.

## Fortpflanzung
Die Lebensweise und die Fortpflanzungsbiologie der Otagoscharbe ist noch nicht abschließend untersucht. Sie gehen jedoch eine monogame Paarbeziehung ein, die vermutlich mehr als eine Fortpflanzungssaison währt. Beide Elternvögel brüten und sind an der Aufzucht der Jungvögel beteiligt. Die Art brütet in derzeit neun Kolonien von bis zu einigen hundert Brutpaaren auf Felsvorsprüngen und steilen Abhängen, einige Kolonien liegen auf kleinen Felseninseln. In einer Brutkolonie hat man festgestellt, dass die älteren Paare die oberen Felsbänder besiedeln, während die noch unerfahreren Paare überwiegend auf den unteren Felsbändern nisten. Die vorwiegend aus kleinen Stöcken, Algen und Gras errichteten Nester werden mit Exkrementen verfestigt. Da sie jedes Jahr erneut genutzt und dabei stetig ausgebaut werden, können sie Höhen von über einem Meter erreichen. Der Abstand zwischen den einzelnen Nestern ist sehr regelmäßig, der Abstand ist gerade so groß, dass die brütende Vögel sich nicht gegenseitig mit den Schnäbeln erreichen können. „Korridore“ in den Brutkolonien erlauben den Otagoscharben, die Brutkolonie zu durchqueren, ohne von brütenden Vögeln angegriffen zu werden.
Auf Grund der Nestbauaktivitäten verschwindet zunehmend die Vegetation, die die Brutkolonien umgeben. Es ist wahrscheinlich, dass diese abnehmende Vegetation dazu führt, dass Brutkolonien nach einigen Jahren aufgegeben werden und erst dann wieder besiedelt werden, wenn sich die Vegetation erholt hat.
Der Beginn der Brutzeit liegt meist im Frühjahr, variiert jedoch von Jahr zu Jahr stark und ist abhängig von den klimatischen Bedingungen und dem Nahrungsangebot. Die Größe des Geleges ist bislang nicht abschließend untersucht, vermutlich werden zwischen zwei und drei Eier gelegt. Diese sind elliptisch und weisen eine raue Oberfläche auf. Die Schale ist blassblau. Die Küken schlüpfen nackt, ihnen wächst nach einigen Tagen ein graues Daunenkleid. Ab einem Lebensalter von etwa sieben Tagen betteln die Nestlinge mit schrillen Rufen um Nahrung, die Elternvögel kehren in der Regel in den späten Nachmittagsstunden zum Nest zurück und füttern vom Rand aus die Jungen. Ältere Nestlinge, die das Nest bereits verlassen haben, bilden kleine Gruppen im Randbereich der Kolonie. Die, die sich noch im Nest aufhalten, hacken nach adulten Otagoscharben, wenn diese dem Nest zu nahe kommen. Über den Bruterfolg liegen bislang keine Untersuchungen vor.

## Systematik
Wie bei allen Kormoranen ist die genaue systematische Stellung der Art umstritten. Die Otagoscharbe gehört zu einer Gruppe von Kormoranarten der Südhalbkugel, die aufgrund oft geringer morphologischer Unterschiede in verschiedene Arten eingeteilt werden. Die Richtigkeit dieses Vorgehens ist höchst umstritten. Eine endgültige Klärung der Systematik mittels genetischer Methoden steht noch aus. Die Otagoscharbe wird von einigen Wissenschaftlern als Unterart der sehr seltenen Warzenscharbe angesehen.

## Gefährdung und Schutz
Die IUCN führt die Art als "gefährdet (vulnerable)", da der Gesamtbestand auf lediglich 5000 bis 8000 Tiere geschätzt wird und einige der wenigen Brutkolonien in den letzten Jahren durch menschlichen Einfluss zerstört wurden und die Zahl der Brutvögel sinkt. Die illegale Jagd auf Otagoscharben stellt eine weitere Bedrohung dar. Als wesentlicher Faktor, der den Bestand an Otagoscharben beeinflusst, gilt die kommerzielle Fischerei. Insbesondere in Stellnetzen verfangen sich regelmäßig Otagoscharben und ertrinken dann. In den Brutkolonien, die sich auf dem Festland befinden, stellen die eingeführten Wiesel und Iltisse, verwilderte Hauskatzen und Nagetiere gleichfalls eine Bedrohung dar. Durch das kleine Verbreitungsgebiet kann die Art Verluste nur sehr langsam kompensieren.
Zu den Schutzmaßnahmen, die BirdLife International für diese Art vorschlägt, gehört die Unterschutzstellung aller Brutkolonien dieser Art. BirdLife International schlägt außerdem vor, die Brutkolonien einzuzäunen, um das Eindringen eingeführter Wildtierarten und Haustiere in den Bereich der Brutkolonien zu unterbinden und die kommerzielle Fischerei mit Stellnetzen in der Nähe von Brutkolonien einzuschränken. Auch die Ansiedelung von kommerziellen Fischfarmen in der Nähe von Brutkolonien und in den Nahrungsgründen der Otagoscharbe ist aus Sicht von BirdLife International zu unterbinden.

## Belege